# Fisiología de la visión
El aparato de la visión es la base de uno de los sentidos que nos comunican con el mundo exterior. Más del 70% de los estímulos externos que percibe el organismo provienen de la función visual, que determinan las formas y colores, enfoca a distintas y se adapta a diferentes grados de iluminación. Mediante la visión estereoscópica se obtiene la percepción de la profundidad, la tridimensionalidad y el relieve (estereopsis), o sea la visión tridimensional.
Las formas se aprecian por la diferencia de iluminación de los distintos sectores de la imagen proyectada (sensibilidad de contraste). Esta variedad de estímulos impresiona los fotorreceptores (conos y bastones) en forma desigual, lo que permite la captación de esas diferencias.
Se debe tener en cuenta que la visión más discriminativa es la central y depende de los receptores llamados conos, responsables de la visión de los colores ubicados en la mácula. Estos necesitan mucha luz para ser estimulados, razón por la cual la visión central se denomina fotópica. Los bastones, ubicados más periféricamente en la retina, tienen un umbral de excitación más bajo; por lo tanto son excitados en ambientes con poca iluminación; no existen en la zona macular. La visión nocturna, de la penumbra o crepuscular está a cargo de la retina periférica y se conoce como visión escotópica; su poder de discriminación, medido como agudeza visual, corresponde a 1/10 de la visión fotópica.
El mecanismo por el cual un estímulo físico luminoso se transforma en uno nervioso es un fenómeno fotoquímico que tiene lugar en el nivel de los fotorreceptores, en los cuales la púrpura retiniana se transforma en retineno, que pasa de posición cis a trans, y una proteína, en presencia de la luz. Esta transformación genera una diferencia de potencial y el proceso químico es reversible.

## Visión de los colores
Se sabe que es una sensación que aparece en los organismos más evolucionados y que está a cargo de unos receptores neuronales en la retina, llamados conos. En la zona macular es donde se percibe el color de manera más brillante y con más intensidad, pues se concentra en ella la mayor cantidad de conos, cuya presencia disminuye hacia la retina periférica hasta desaparecer. En el centro de la mácula, llamada foveola están ausentes los receptores tritan-, o del tercer tipo, (escotoma del azul), por lo que para su visión se precisa el resto de la mácula y la retina. 
La teoría más aceptada (Young-Helmholtz), o tricrómatica, indica que existen en la retina tres tipos de receptores para el color, cuyos picos de sensibilidad corresponden a tres longitudes de onda: el primer receptor, (prota-), con pico de sensibilidad en el rojo; el segundo, (deuter-), en el verde; y el tercero, (tritan-) en el azul. Estos receptores también responden a otras longitudes de onda de la luz visible, pero en menor grado. La visión de los colores surge a partir de la combinación en la retina de sus respuestas diferenciales, que se transmite luego al cerebro para su reprocesamiento.
Cuando hay una ausencia total en la visión de los colores se emplea el término acromatopsia. Las discromatopsias son deficiencias parciales en la visión de los colores. Pueden ser adquiridas o congénitas. Entre estas últimas la más frecuente es el llamado daltonismo, (~8% de los varones y el 0,5% de las mujeres lo padece), con disfunción en el primer o segundo tipo de receptores, y por tanto en la visión y distinción de los colores rojos y verdes, y en los colores secundarios que los contienen, incluido el negro, (los afectados pueden confundir también rojo con negro, o verde con negro, según su patología). 
En las alteraciones parciales en la visión del color, cuando la función de alguno de los tres tipos de receptores está ausente, se añade a los términos prota-, deuter- o tritan- la terminación -anopia. Si su función está sólo parcialmente afectada se añade la palabra -anomalía. Así p. ej. protanopia sería la ausencia de respuesta en el primer tipo de receptores, (centrado en el rojo), y protanomalía indicaría un funcionamiento anómalo pero no una ausencia total de su función.

## Reflejos Pupilares
La pupila responde a los estímulos luminosos, contrayéndose ante la luz y dilatándose en la oscuridad.
El reflejo fotomotor se estudia iluminando un ojo y viendo cómo se contrae la pupila del mismo (reflejo directo), observándose que también se contrae la del ojo contralateral (reflejo consensual).
La vía del reflejo fotomotor comienza en la retina, sigue por el nervio óptico y prosigue por el quiasma y las cintillas ópticas hasta el cuerpo geniculado lateral, donde se separa de la vía óptica dirigiéndose al tubérculo cuadrigémino anterior, de donde salen los estímulos al centro de Edinger Wesphal.. Desde aquí sigue la vía efectora parasimpática, que alcanza el esfínter del iris.
Si recordamos que parte de las fibras de la vía refleja se decusan con la vía óptica, en el quiasma, tendremos la explicación del reflejo consensual.
1. Reflejo fotomotor normal (directo y consensual):
Al iluminar cualquiera de los dos ojos, su pupila se contrae (reflejo directo), y también lo hace la del ojo contralateral (reflejo consensual).
2. Defecto pupilar aferente (la vía que envía el estímulo está lesionada):
Al iluminar el ojo sano se contraen ambas pupilas.
Al iluminar el ojo enfermo, su pupila no sólo no se contrae, sino que se dilata, observándose lo mismo en el ojo contralateral sano. Esta dilatación paradójica de ambas pupilas como respuesta a la luz se explica porque la dilatación pupilar del ojo sano, tras suprimir su iluminación, supera la contracción pupilar del mismo ojo secundaria a la iluminación del ojo enfermo.
Al iluminar de nuevo el ojo sano, vuelven a contraerse ambas pupilas.
3. Defecto pupilar eferente (la vía por donde regresa el estímulo está lesionada):
Al iluminar el ojo enfermo se contrae sólo la pupila del ojo sano.
Al iluminar el ojo sano se contrae sólo la pupila de este.
Es decir, la pupila del ojo enfermo nunca se modifica.

## Acomodación
La capacidad de enfoque a distintas distancias es un mecanismo que se realiza por intermedio del cristalino, del músculo ciliar y de la zónula.
La parte activa es el músculo ciliar, que por contracción de sus fascículos circulares relaja la zónula de Zinn. Esto hace que la superficie anterior del cristalino se curve y aumente su poder refractivo. Por otra parte, la pupila se contrae y se dilata por estímulo del III par craneal (parte parasimpática) y del simpático, respectivamente. La acomodación para la visión cercana es el resultado de una sincinesia entre el cuerpo ciliar y la pupila que genera miosis. De esta manera se produce un aumento de la profundidad del foco que facilita la visión discriminativa. Hay otro movimiento asociado a la acomodación, que es la convergencia para facilitar la visión binocular mediante la acción de los músculos rectos internos, por estimulación del III par y el centro de convergencia.

## Adaptación a la luz
Una función importante del ojo es su capacidad para adaptarse a distintos grados de iluminación. La entrada de luz está regulada por la pupila-que puede producir midriasis (para aumentar la entrada de luz) o miosis (para disminuirla)- pero la adaptación a la iluminación tiene lugar fundamentalmente en los fotorreceptores. Sabemos que los bastones tienen un umbral bajo de excitación y que en su mayoría se encuentran en la retina periférica para encargarse de la de visión periférica.
La media de la adaptación a la visión nocturna o crepuscular oscila entre los 30 y 40 minutos.

## Visión binocular
Los primates, por ejemplo, tienen ambos ojos situados en posición anterior y no lateralizada como otros animales. Por lo tanto, una imagen se proyecta en la retina de ambos ojos con la particularidad de que el punto de enfoque cae exactamente sobre ambas máculas, pues son las zonas de mayor sensibilidad discriminativa; a esto llamamos visión macular simultánea. Como la separación que existe entre ambos ojos hace que estas imágenes tengan alguna diferencia (por diferente ángulo de fijación), esta pequeña disparidad es el origen de la visión binocular estereoscópica o de relieve. El cerebro participa para producir primero la fusión de las imágenes y luego la percepción de la estereopsis; de lo contrario aparecería diplopía o visión doble.

## Líquidos intraoculares
El humor acuoso es un líquido transparente e incoloro que llena la cámara anterior y posterior del globo ocular. La cantidad en las dos cámaras es de 0,2 cm³ y su volumen circulante, 2 mm³ por minuto. Es producido por el cuerpo ciliar a partir de diferentes procesos, fundamentalmente por secreción (ultrafiltración, ósmosis). Desde este lugar pasa a la cámara anterior, a través de la pupila. Aquí, mediante una corriente térmica de convección, sube por delante de la cara anterior del iris (superficie calentada por los vasos sanguíneos) y desciende por la cara posterior de la córnea (superficie fría). La mayor parte drena del ojo a través de una malla trabeculada ubicada en el ángulo esclerocorneano. Una pequeña parte se filtra hacia atrás al vítreo, y luego a la coroides y la esclera posterior.
El humor acuoso es el responsable principal de la presión intraocular, cuyo valor normal oscila entre 6 y 21 mm Hg y permite mantener una forma y dimensiones constantes como requiere un sistema óptico. Además ejerce una función nutricia de estructuras avasculares, como la córnea y el cristalino, o poco vascularizadas, como la retina.
- Datos: Q5862305